# Boissy-lès-Perche
Boissy-lès-Perche är en kommun i departementet Eure-et-Loir i regionen Centre-Val de Loire strax norr om centrala Frankrike. Kommunen ligger i kantonen La Ferté-Vidame som tillhör arrondissementet Dreux. År 2022 hade Boissy-lès-Perche 495 invånare.

## Befolkningsutveckling
Antalet invånare i kommunen Boissy-lès-Perche
Referens:INSEE